# 石油パイプライン事業法
石油パイプライン事業法（せきゆパイプラインじぎょうほう、昭和47年6月26日法律第105号）は、石油パイプラインに関する日本の法律である。
経済産業省商務情報政策局産業保安グループ保安課および外局の資源エネルギー庁資源・燃料部燃料供給基盤整備課、国土交通省物流・自動車局貨物流通事業課、ならびに総務省消防庁予防課危険物保安室が共同で所管し、国土交通省航空局首都圏空港課ならびに千葉県庁総合企画部成田空港政策課と連携して執行にあたる。

## 目的
この法律は、石油パイプラインの設置及び石油パイプライン事業の運営を適正ならしめ、並びにその事業の用に供する施設についての保安に関し必要な規制を行なうことにより、合理的かつ安全な石油の輸送の実現を図るとともに公共の安全を確保し、もつて石油の安定的かつ低廉な供給の確保に寄与することを目的とする（第1条）。

## 適用状況
2022年現在、本法の適用を受ける施設は千葉市美浜区新港の千葉港頭石油ターミナルと千葉県成田市の成田国際空港を結ぶ、成田国際空港株式会社の子会社成田空港給油施設が所有する航空燃料輸送用パイプラインが唯一である。